# Pararistolochia sparusifolia
Pararistolochia sparusifolia är en piprankeväxtart som beskrevs av Michael J. Parsons. Pararistolochia sparusifolia ingår i släktet Pararistolochia och familjen piprankeväxter. Inga underarter finns listade i Catalogue of Life.